# Maryna Zanevská
Maryna Volodymyrivna Zanevská, ukrajinsky Марина Володимирівна Заневська (* 28. září 1993 Oděsa) je belgická profesionální tenistka, která do října 2016 reprezentovala rodnou Ukrajinu. V juniorské kategorii zvítězila ve dvou čtyřhrách na Grand Slamu. Ve své dosavadní kariéře vyhrála na okruhu WTA Tour jeden turnaj ve dvouhře, když zvítězila na BNP Paribas Poland Open 2021. V rámci okruhu ITF získala devatenáct titulů ve dvouhře a třináct ve čtyřhře.
Na žebříčku WTA byla ve dvouhře nejvýše klasifikována v květnu 2022 na 62. místě a ve čtyřhře v červnu 2014 na 86. místě. Od roku 2008 trénuje v belgické tenisové akademii 6th Sense vedené Justine Heninovou a Carlosem Rodriguesem. Stala se jejím prvním členem, který vybojoval grandslamový titul, když zvítězila v juniorské čtyřhře. Osobními kouči jsou Geoffroy Vereerstraeten a Philippe Dehaes.
V ukrajinském fedcupovém týmu neodehrála žádné utkání. V belgickém fedcupovém týmu debutovala v roce 2017 v baráži Světové skupiny proti Rusku, v níž prohrála s Darjou Kasatkinovou 7–5, 1–6, 0–6. Do roku 2022 v soutěži nastoupila ke dvěma mezistátním utkáním s bilancí 0–1 ve dvouhře a 0–1 ve čtyřhře.

## Tenisová kariéra
V juniorské kategorii vyhrála na Grand Slamu dva deblové tituly. Nejdříve US Open 2009 po boku ruské spoluhráčky Valerie Solovjovové a poté French Open 2011 v páru s další Ruskou Irinou Chromačovovou.
Na juniorském kombinovaném žebříčku ITF figurovala nejvýše 4. ledna 2010, kdy jí patřila 12. příčka.
V hlavní soutěži seniorského grandslamu debutovala na French Open 2014, kde skončila v úvodním kole na raketě švýcarské kvalifikantky Timey Bacsinszké ve dvou setech. V kvalifikaci si postupně poradila s Lotyškou Marcinkēvičovou, Číňankou Čeng Saj-saj a třetí nasazenou maďarskou favoritkou Tímeou Babosovou. Ve wimbledonské kvalifikaci 2013 byla 21. nasazená. Skončila však v prvním kole na raketě Italky Corinny Dentoniové po dramatickém průběhu, když prohrála v rozhodujícím setu 7–9 na gamy.
Na okruhu WTA Tour si první finále zahrála na dubnovém Grand Prix SAR La Princesse Lalla Meryem 2014, antukovém turnaji konaném v Marrákéši. Spolu s Polkou Katarzynou Piterovou odešly jako poražené finalistky čtyřhry, když nestačily na dvojici Garbiñe Muguruzaová a Romina Oprandiová až v rozhodujícím supertiebreaku nejtěsnějším rozdílem dvou míčů [9-11].

## Finálové účasti na turnajích WTA Tour

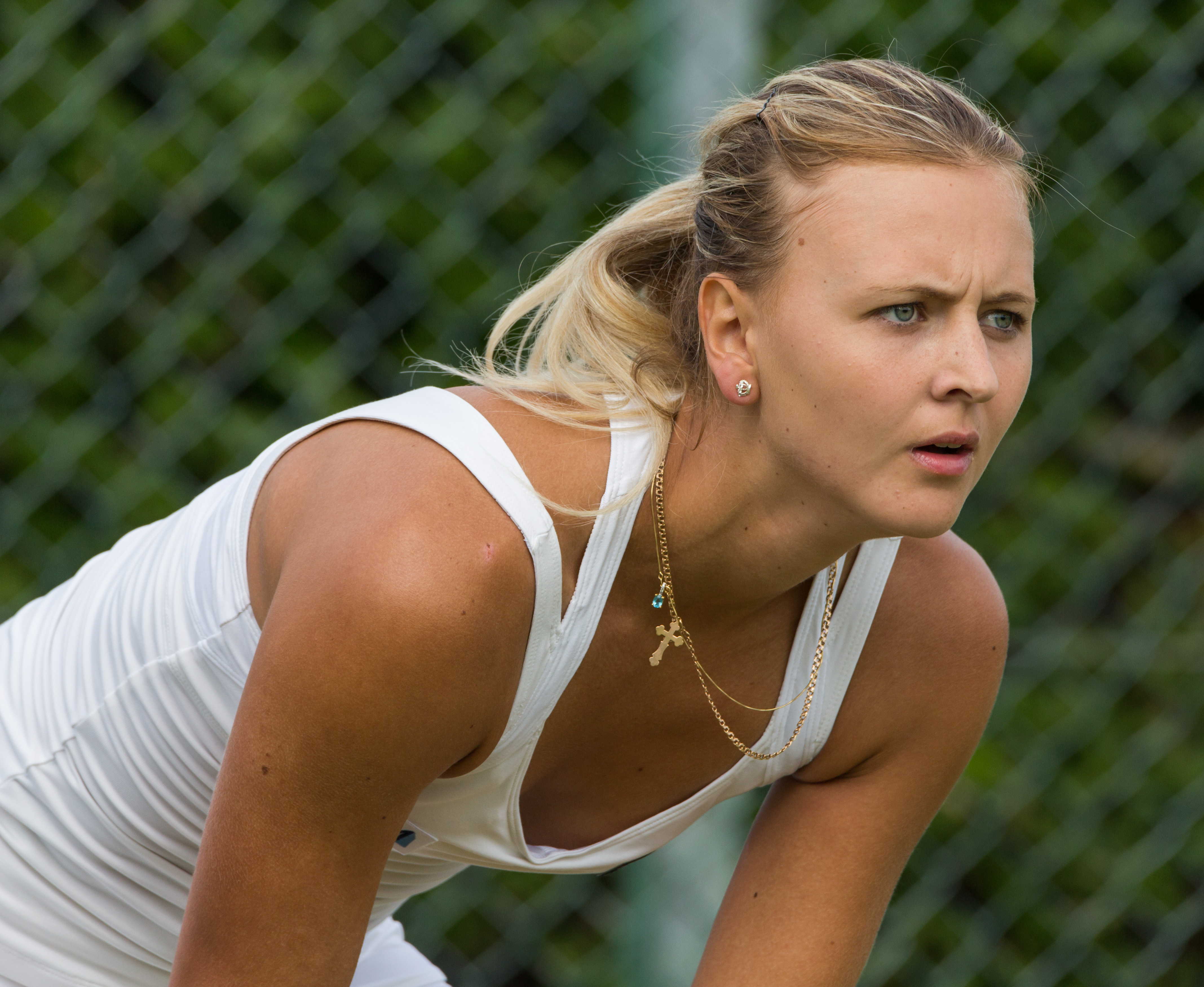
Příjem v kvalifikaci Wimbledonu 2015

| Legenda                                      |
| -------------------------------------------- |
| D – dvouhra; Č – čtyřhra                     |
| Grand Slam (0)                               |
| Turnaj mistryň (0)                           |
| Premier Mandatory & Premier 5 / WTA 1000 (0) |
| Premier / WTA 500 (0)                        |
| International / WTA 250 (1–0 D; 0–4 Č)       |

### Dvouhra: 1 (1–0)
| Stav    | č. | datum             | turnaj        | povrch | soupeřka ve finále | výsledek      |
| ------- | -- | ----------------- | ------------- | ------ | ------------------ | ------------- |
| Vítězka | 1. | 25. července 2021 | Gdyně, Polsko | antuka | Kristína Kučová    | 6–4, 7–6(7–4) |

### Čtyřhra: 4 (0–4)
| Stav       | č. | datum             | turnaj             | povrch | spoluhráčka        | soupeřky ve finále                       | výsledek         |
| ---------- | -- | ----------------- | ------------------ | ------ | ------------------ | ---------------------------------------- | ---------------- |
| Finalistka | 1. | 27. dubna 2014    | Marrákéš, Maroko   | antuka | Katarzyna Piterová | Garbiñe Muguruzaová Romina Oprandiová    | 6-4, 2-6, [9-11] |
| Finalistka | 2. | 1. května 2015    | Marrákeš, Maroko   | antuka | Laura Siegemundová | Tímea Babosová Kristina Mladenovicová    | 1–6, 6–7(5–7)    |
| Finalistka | 3. | 5. května 2017    | Rabat, Maroko (3)  | antuka | Nina Stojanovićová | Tímea Babosová Andrea Sestini Hlaváčková | 6–2, 3–6, [5–10] |
| Finalistka | 4. | 22. července 2018 | Bukurešť, Rumunsko | antuka | Danka Kovinićová   | Irina-Camelia Beguová Andreea Mituová    | 3–6, 4–6         |

## Finále série WTA 125
| Legenda                  |
| ------------------------ |
| D – dvouhra; Č – čtyřhra |
| WTA 125 (1–0 D, 1–0 Č)   |

### Dvouhra: 1 (1–0)
| Stav    | č. | datum      | turnaj         | povrch    | soupeřka ve finále   | výsledek      |
| ------- | -- | ---------- | -------------- | --------- | -------------------- | ------------- |
| Vítězka | 1. | říjen 2022 | Rouen, Francie | tvrdý (h) | Viktorija Golubicová | 7–6(8–6), 6–1 |

### Čtyřhra: 1 (1–0)
| Stav    | č. | datum         | turnaj           | povrch    | spoluhráčka         | soupeřky ve finále                    | výsledek |
| ------- | -- | ------------- | ---------------- | --------- | ------------------- | ------------------------------------- | -------- |
| Vítězka | 1. | listopad 2017 | Limoges, Francie | tvrdý (h) | Valeria Savinychová | Chloé Paquetová Pauline Parmentierová | 6–0, 6–2 |

## Finále na okruhu ITF
| Dotace turnajů okruhu ITF | Dotace turnajů okruhu ITF |
| ------------------------- | ------------------------- |
| 100 000 $ tournaments     | 80 000 $ tournaments      |
| 75 000 $ tournaments      | 60 000 $ tournaments      |
| 50 000 $ tournaments      | 25 000 $ tournaments      |
| 15 000 $ tournaments      | 10 000 $ tournaments      |

### Dvouhra: 31 (19–12)
| Stav       | č.  | datum              | turnaj                               | povrch      | soupeřka ve finále            | výsledek              |
| ---------- | --- | ------------------ | ------------------------------------ | ----------- | ----------------------------- | --------------------- |
| Vítězka    | 1.  | 6. července 2009   | Brusel, Belgie                       | antuka      | Katarzyna Piterová            | 0–6, 7–5, 7–5         |
| Vítězka    | 2.  | 12. července 2010  | Zwevegem, Belgie                     | antuka      | Sofie Oyenová                 | 7–6(4), 6–1           |
| Finalistka | 1.  | 24. října 2011     | Antalya, Turecko                     | antuka      | Diana Buzeanová               | 1–6, 7–6, 4–6         |
| Vítězka    | 3.  | 14. listopadu 2011 | Éq.-Hainneville, Francie             | tvrdý       | Anna-Lena Friedsamová         | 6–4, 6–2              |
| Finalistka | 2.  | 16. ledna 2012     | Stuttgart, Německo                   | tvrdý (h)   | Tereza Smitková               | 4–6, 6–7              |
| Finalistka | 3.  | 30. ledna 2012     | Grenoble, Francie                    | tvrdý (h)   | Karolína Plíšková             | 4–6, 2–6              |
| Vítězka    | 4.  | 20. února 2012     | Mâcon, Francie                       | tvrdý (h)   | Ema Mikulčićová               | 6–1, 6–2              |
| Vítězka    | 5.  | 27. února 2012     | Bron, Francie                        | tvrdý (h)   | Anastasija Vasyljevová        | 5–7, 7–6(7), 6–3      |
| Vítězka    | 6.  | 5. března 2012     | Dijon, Francie                       | tvrdý (h)   | Diāna Marcinkēvičová          | 6–4, 6–4              |
| Vítězka    | 7.  | 2. dubna 2012      | Tessenderlo, Belgie                  | antuka (h)  | Tatjana Mariová               | 6–2, 6–2              |
| Vítězka    | 8.  | 17. září 2012      | Saint Malo, Francie                  | antuka      | Estrella Cabezaová Candelaová | 6–2, 6–7(5), 6–0      |
| Finalistka | 4.  | 15. října 2012     | Limoges, Francie                     | tvrdý (h)   | Claire Feuersteinová          | 5–7, 3–6              |
| Finalistka | 5.  | 4. února 2013      | Grenoble, Francie                    | tvrdý (h)   | Sandra Záhlavová              | 4–6, 7–5, 2–6         |
| Vítězka    | 9.  | 18. února 2013     | Moskva,Rusko                         | tvrdý (h)   | Sofia Šapatavová              | 6–4, 7–6(7)           |
| Vítězka    | 10. | 25. února 2013     | Bron, Francie                        | tvrdý (h)   | Ysaline Bonaventureová        | 6–2, 6–1              |
| Finalistka | 6.  | 12. května 2013    | Cagnes-sur-Mer, Francie              | antuka      | Caroline Garciaová            | 6–0, 4–6, 6–3         |
| Finalistka | 7.  | 1. července 2013   | Versmold, Německo                    | antuka      | Dinah Pfizenmaierová          | 4–6, 6–4, 4–6         |
| Vítězka    | 11. | 28. července 2014  | Bad Saulgau, Německo                 | antuka      | Gabriela Céová                | 6–0, 6–4              |
| Vítězka    | 12. | 10. srpna 2014     | Koksijde, Belgie                     | antuka      | Richèl Hogenkampová           | 6–1, 6–1              |
| Finalistka | 8.  | 21. března 2015    | Sevilla, Španělsko                   | antuka      | Olga Govorcovová              | 5–7, 2–6              |
| Finalistka | 9.  | 29. března 2015    | Palm Harbor, Spojené státy           | antuka      | Katerina Stewartová           | 6–1, 3–6, 0–2 retired |
| Vítězka    | 13. | 24. září 2016      | Saint-Malo, France                   | antuka      | Camilla Rosatellová           | 6–1, 6–3              |
| Finalistka | 10. | 15. října 2016     | Équeurdreville, Francie              | tvrdý (h)   | Arantxa Rusová                | 2–6, 1–6              |
| Vítězka    | 14. | 23. října 2016     | Joué-lès-Tours, Francie              | tvrdý (h)   | Elena Gabriela Ruseová        | 6–3, 6–3              |
| Vítězka    | 15. | srpen 2017         | Vancouver, Kanada                    | tvrdý       | Danka Kovinićová              | 5–7, 6–1, 6–3         |
| Vítězka    | 16. | březen 2018        | Ču-chaj, Čína                        | tvrdý       | Marta Kosťuková               | 6–2, 6–4              |
| Finalistka | 10. | únor 2019          | ITF Altenkirchen, Německo            | koberec (h) | Ma Shuyue                     | 4–6, 7–5, 5–7         |
| Vítězka    | 17. | duben 2019         | Óbidos, Portugalsko                  | koberec     | Mariam Bolkvadzeová           | 7–5, 6–2              |
| Finalistka | 11. | srpen 2021         | Tarvisio, Itálie                     | antuka      | Federica Di Sarraová          | 6–3, 3–6, 4–6         |
| Nehráno    | —   | listopad 2020      | Las Palmas, Španělsko                | antuka      | Andrea Lázaro Garcíaová       | —                     |
| Finalistka | 12. | února 2021         | Grenoble, Francie                    | tvrdý (h)   | Viktorija Golubicová          | 1–6, 6–4, 6–7(2)      |
| Vítězka    | 18. | červen 2021        | Otočec, Slovinko                     | antuka      | Lea Boškovićová               | 7–6(4), 6–0           |
| Vítězka    | 19. | říjen 2021         | Les Franqueses del Vallès, Španělsko | tvrdý       | Ylena In-Albonová             | 7–6(5), 6–4           |

### Čtyřhra: 25 (13–12)
| Stav       | č.  | datum             | turnaj                     | povrch      | spoluhráčka                 | soupeřky ve finále                          | výsledek            |
| ---------- | --- | ----------------- | -------------------------- | ----------- | --------------------------- | ------------------------------------------- | ------------------- |
| Vítězka    | 1.  | 15. března 2010   | Petrohrad, Rusko           | tvrdý (h)   | Aljona Sotnikovová          | Alexandra Panovová Jevgenija Paškovová      | 7-5, 6-3            |
| Finalistka | 1.  | 12. července 2010 | Zwevegem, Belgie           | antuka      | Irina Chromačovová          | Richèl Hogenkampová Valeria Savinychová     | 3–6, 6–3, 5–7       |
| Vítězka    | 2.  | 6. září 2010      | Denain, Francie            | antuka      | Naděžda Guškovová           | Evelyn Mayrová Julia Mayrová                | 6–2, 6–0            |
| Finalistka | 2.  | 13. září 2010     | Podgorica, Černá Hora      | antuka      | Valerija Solovjovová        | Irina-Camelia Beguová Mihaela Buzărnescuová | 7–5, 5–7, [10–12]   |
| Finalistka | 3.  | 18. dubna 2011    | Tessenderlo, Ukrajina      | antuka      | Elina Svitolinová           | Anna-Lena Grönefeldová Tatjana Maleková     | 5–7, 3–6            |
| Vítězka    | 3.  | 13. června 2011   | Montpellier, Francie       | antuka      | Paula Cristina Gonçalvesová | Madalina Gojneová Ines Ferrer Suarezová     | 6-4, 7-5            |
| Vítězka    | 4.  | 27. června 2011   | Middelburg, Nizozemsko     | antuka      | Quirine Lemoineová          | Julia Cohenová Florencia Molinerová         | 6-3, 6-4            |
| Vítězka    | 5.  | 11. července 2011 | Zwevegem, Belgie           | antuka      | Lenka Wienerová             | Kim Kilsdonková Nicolette Van Uitertová     | 6–4, 3–6, 6–4       |
| Vítězka    | 6.  | 17. října 2011    | Antalya, Turecko           | antuka      | Sofia Kvacabajová           | Diana Buzeanová Daniëlle Harmsenová         | 6–4, 6–1            |
| Finalistka | 4.  | 30. ledna 2012    | Grenoble, Francie          | tvrdý (h)   | Valentyna Ivachněnková      | Karolína Plíšková Kristýna Plíšková         | 1–6, 3–6            |
| Vítězka    | 7.  | 2. dubna 2012     | Tessenderlo, Belgie        | antuka      | Demi Schuursová             | Tatjana Mariová Stephanie Vogtová           | 6-4, 6-3            |
| Finalistka | 5.  | 18. února 2013    | Moskva, Rusko              | tvrdý (h)   | Valerija Solovjovová        | Margarita Gasparjanová Polina Monovová      | 4–6, 6–2, [5–10]    |
| Vítězka    | 8.  | 3. srpna 2013     | Vancouver, Kanada          | tvrdý       | Sharon Fichmanová           | Jacqueline Caková Natalie Pluskotová        | 6–2, 6–2            |
| Vítězka    | 9.  | 8. září 2013      | Trabzon, Turecko           | tvrdý       | Julia Bejgelzimerová        | Alona Fominová Christina Shakovetsová       | 6–3, 6–1            |
| Finalistka | 6.  | 26. července 2014 | Sobota, Polsko             | antuka      | Anastasija Vasyljevová      | Barbora Krejčíková Aleksandra Krunićová     | 6–3, 0–6, 6–10      |
| Finalistka | 7.  | 26. října 2014    | Poitiers, Francie          | tvrdý (h)   | Katarzyna Piterová          | Andrea Hlaváčková Lucie Hradecká            | 1–6, 5–7            |
| Finalistka | 8.  | 6. června 2015    | Marseille, Francie         | antuka      | Nicole Melicharová          | Tatiana Búová Laura Thorpeová               | 3–6, 6–3, [6–10]    |
| Vítězka    | 10. | 26. března 2016   | Naples, USA                | tvrdý       | Valerija Solovjovová        | Sophie Changová Quirine Lemoineová          | 7–5, 6–0            |
| Vítězka    | 11. | 17. září 2016     | Biarritz, Francie          | antuka      | Irina Chromačovová          | Cornelia Listerová Nina Stojanovićová       | 4–6, 7–5, [10–8]    |
| Finalistka | 9.  | červen 2017       | Ilkley, Spojené království | tráva       | Paula Kaniová               | Anna Blinkovová Alla Kudrjavcevová          | 1–6, 4–6            |
| Finalistka | 10. | únor 2018         | Altenkirchen, Německo      | koberec (h) | Valentini Grammatikopoulou  | Diāna Marcinkēviča Katarzyna Piterová       | bez boje            |
| Finalistka | 11. | září 2018         | Montreux, Švýcarsko        | antuka      | Laura Pigossiová            | Andreea Mituová Elena Gabriela Ruseová      | 6–4, 3–6, [4–10]    |
| Finalistka | 12  | leden 2019        | Burnie, Austrálie          | tvrdý       | Irina Chromačovová          | Ellen Perezová Arina Rodionovová            | 4–6, 3–6            |
| Vítězka    | 12. | září 2019         | Saint Malo, Francie        | antuka      | Jekatěrine Gorgodzeová      | Aliona Bolsovová Tereza Mrdežová            | 6–7(8), 7–5, [10–8] |
| Vítězka    | 13. | říjen 2019        | Székesfehérvár, Maďarsko   | antuka (h)  | Irina Baraová               | Akgul Amanmuradovová Elena Bogdanová        | 3–6, 6–2, [10–8]    |

## Finále na juniorce Grand Slamu

### Čtyřhra juniorek: 2 (2–0)
| Stav    | rok  | turnaj      | povrch | spoluhráčka          | soupeřky ve finále                         | výsledek         |
| ------- | ---- | ----------- | ------ | -------------------- | ------------------------------------------ | ---------------- |
| Vítězka | 2009 | US Open     | tvrdý  | Valerija Solovjovová | Elena Bogdanová Noppawan Lertcheewakarnová | 1–6, 6–3, [10–7] |
| Vítězka | 2011 | French Open | antuka | Irina Chromačovová   | Viktoria Kanová Demi Schuursová            | 6–4, 7–5         |